# Pierre Fresnay

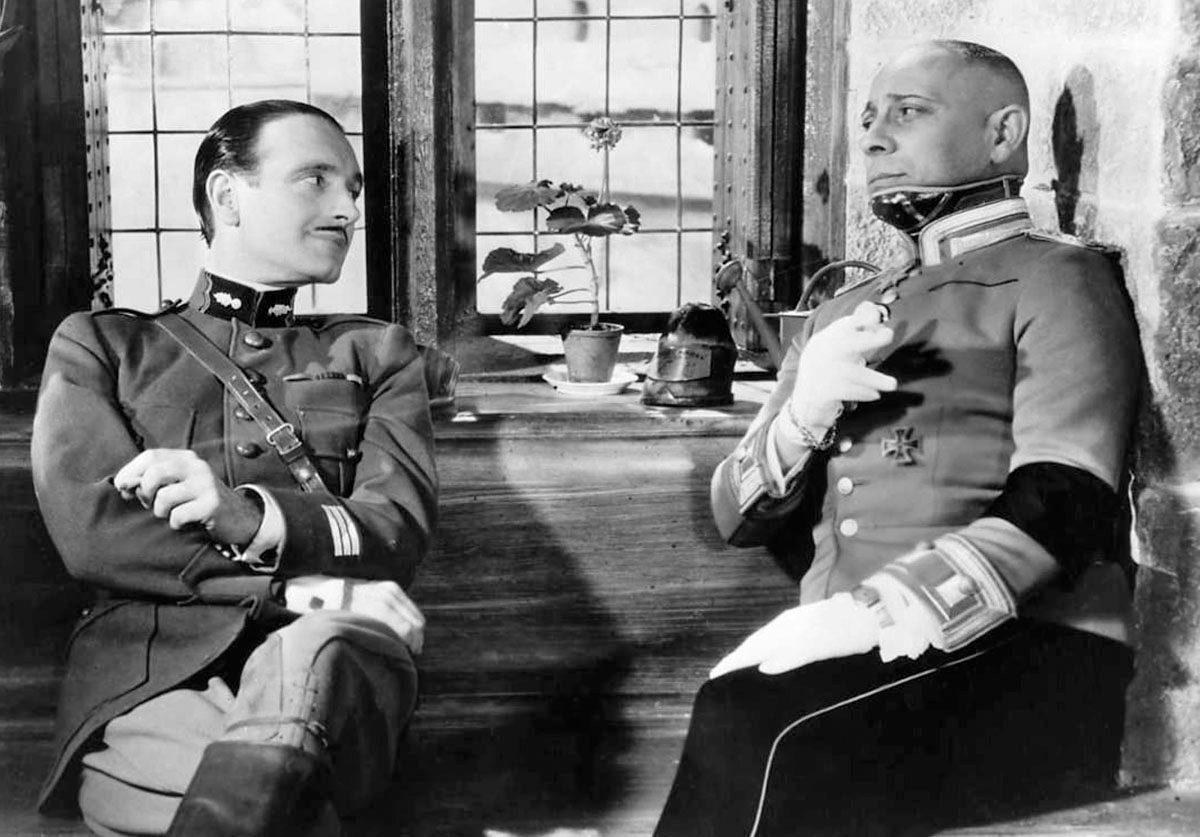
Från vänster: Pierre Fresnay och Erich von Stroheim, ur filmen Den stora illusionen (1937).

Pierre Fresnay, född 4 april 1897 i Paris, död 9 januari 1975, var en fransk skådespelare. Vid Comédie-Française spelade han i ett stort antal klassiska och moderna pjäser. I många år ledde han sedan sin egen teater i Paris tillsammans med sin livskamrat Yvonne Printemps.
Fresnays första stora filmroll kom i Marius (1931), och han blev en viktig figur i den franska filmen, bland annat i Jean Renoirs Den stora illusionen (1937) och Henri-Georges Clouzots Korpen (1943). Han spelade också i internationella filmer, bland annat i den klassiska första versionen av Alfred Hitchcocks Mannen som visste för mycket  (1934).

## Filmografi i urval
- 1922 – Svarta diamanter
- 1931 – Marius
- 1932 – Fanny
- 1934 – Mannen som visste för mycket
- 1934 – Kameliadamen
- 1936 – César
- 1937 – Den stora illusionen
- 1938 – Puritanen och gatflickan
- 1941 – Den siste av de sex
- 1942 – Mördaren utan ansikte
- 1943 – Korpen
- 1943 – Djävulens hand
- 1946 – Besök i natten
- 1946 – Utstött
- 1947 – Inferno
- 1950 – Gud behöver människorna
- 1956 – Ringaren i Notre Dame